# Wakeboarden

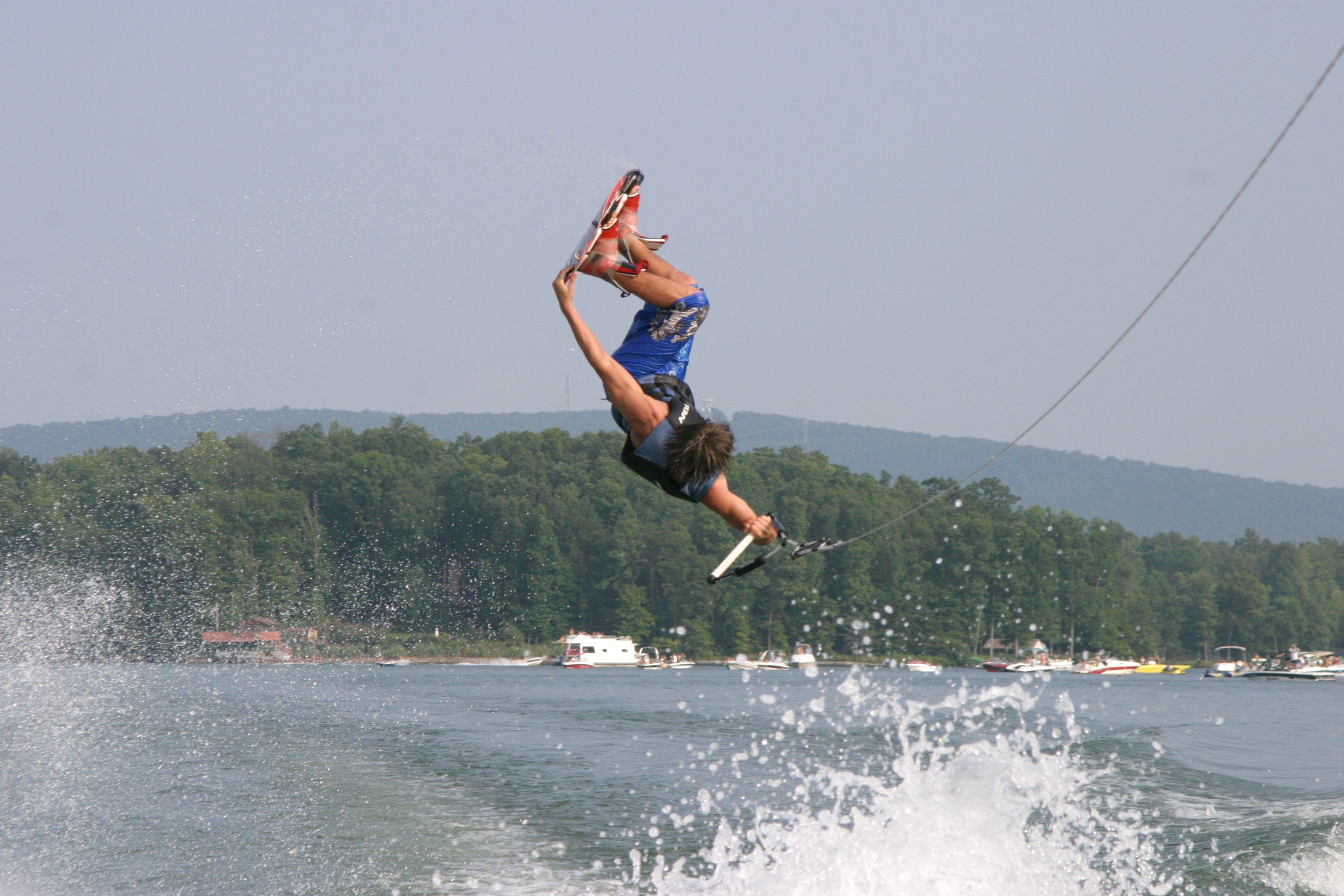
Wakeboarder

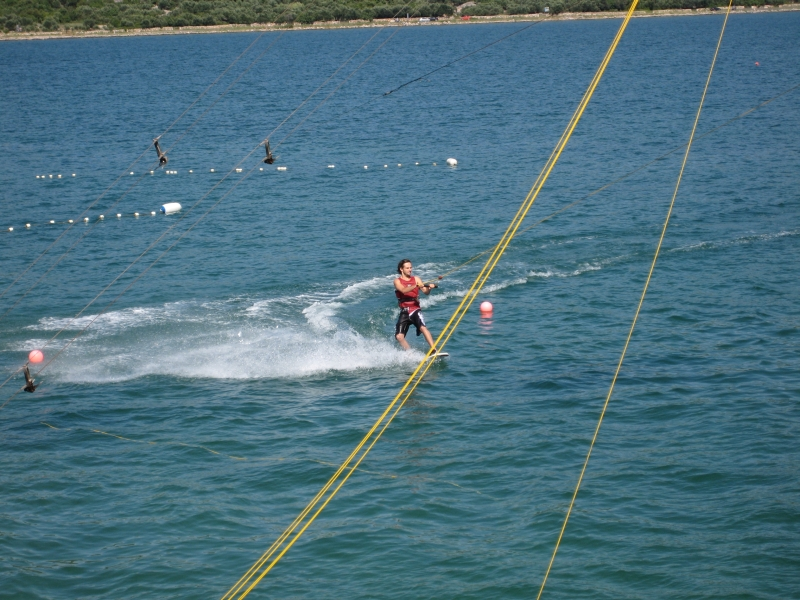
Wakeboarden op het eiland Krk tussen steden Punat en Krk, Kroatië.

Wakeboarden is een watersport, waarbij de wakeboarder aan een lijn, soms door een boot, soms door een kabelbaan over het water wordt getrokken. 
Als sport kent het wakeboarden drie disciplines:
- Tricks (trucs uithalen)
- Dubbelup (een, aan het eind van de run extra trick met super hoge golf)
- Obstacles

## Herkomst
Wakeboarden is in 1985 in de Verenigde Staten ontstaan. In San Diego ontwikkelde Tony Finn, een ervaren surfer, een wakeboard. Een board dat leek op een heel klein surfplankje met 2 voetbanden.

## Technieken
De hekgolf (wake) van een boot wordt gebruikt voor het uithalen van stunts. Men kan een sprong maken door hard op de hekgolf af te gaan, de hekgolf wordt dan gebruikt als schans. 
Bij de kabelbaan is een andere techniek vereist. Veel wakeboarders kunnen aan een kabelbaan dezelfde stunts uithalen als achter een boot. Wakeboarden aan een kabelbaan is niet moeilijker dan achter een boot, maar er zijn wel andere technieken vereist om stunts uit te halen.
Bij een kabelbaan is er bijvoorbeeld geen hekgolf die men kan gebruiken om te springen, maar moet men zelf een "pop" (ollie/block) maken om uit het water te komen. Dit kan worden gedaan door veel snelheid te maken en ineens te blokkeren.

## Materiaal
Een wakeboard wordt gemaakt van hetzelfde materiaal als waterski's, een kunststofkern met daaromheen glasvezel. Ze zijn te verkrijgen in allerlei vormen en maten of speciaal voor een bepaalde manier van rijden.
Een wetsuit of zwemkleding vervaardigd uit neopreen beschermt de wakeboarder tegen extreme afkoeling. Tegenwoordig wordt er ook steeds meer bescherming gedragen zoals een helm, een kneebrace, een zwemvest met impact-protection en kniebescherming.
Een ander belangrijk onderdeel is de handle, die de wakeboarder vasthoudt tijdens het boarden.

## Tricks
Er zijn de verschillende tricks bij het wakeboarden.
een aantal hieronder met uitleg;
- wake to wake - de wakeboarder springt van de ene hekgolf naar de andere.
- grabs,nose, tail, melon en indygrab het board vastgrijpen met 1 hand tijdens de sprong.
- 360 - de wakeboarder maakt een rondje van 360 graden in de lucht tijdens de sprong of op het water.
- inverts salto's zoals hieronder beschreven;
- frontflip of frontroll - de wakeboarder maakt een sprong waarbij hij een salto voorover maakt.
- backroll - de wakeboarder maakt een sprong waarbij hij een schuine salto naar achter maakt.
- tantrum - is een achterover salto in de lucht.
- Railey - Aansnijden, blokkeren en vliegen als een soort superman achter de boot aan.

Ook wordt er steeds meer over obstacles gewakeboard. Wat weer is afgekeken van skateboarden. En zo krijgt de wakeboarder steeds meer skateachtige tricks zoals grinds (het glijden met het board over bijvoorbeeld een buis).

### Spins
Een spin is gedaan door het board te draaien, zoals met snowboarden.
- 180
- 360
- 540
- 720- Eerste keer door Scott Byerly
- 900- Eerste keer door Darin Shapiro
- 1080- Eerste keer door Parks Bonifay
- 1260- Eerste keer door Danny Harf
- 1440